# Eddie Cochran
Edward Ray "Eddie" Cochran (Albert Lea, 3 de outubro de 1938 — Bath, 17 de abril de 1960) foi um músico norte-americano de rockabilly.
Começou a sua carreira musical em 1955 com seu amigo Hank Cochran (sem parentesco), que mais tarde viraria compositor country. A dupla gravava como The Cochran Brothers, enquanto Eddie trabalhava como músico de sessão e compunha suas próprias músicas.
Em 1956, Boris Petroff convidou Cochran para participar do filme The Girl Can't Help It. Ele aceitou, apresentando a música "Twenty-Flight Rock". Mas seu primeiro sucesso só emplacaria em 1957, uma de suas poucas canções escritas por outra pessoa, chamada "Sittin' in the Balcony". Cochran é mais lembrado por sua composição "Summertime Blues", que ajudou a modelar o formato do rock nos anos 60, tanto liricamente quanto musicalmente. Sua curta carreira foi marcada por mais alguns sucessos, como "C'mon Everybody", "Somethin' Else", "My Way", "Weekend", "Nervous Breakdown" e seu hit póstumo "Three Steps to Heaven".
Cochran faleceu aos 21 anos de idade no St. Martin's Hospital em Bath, Somerset, após sofrer um acidente de trânsito a bordo de um táxi na rodovia A4 em Chippenham, Wiltshire, durante uma breve turnê pelo Reino Unido em abril de 1960, tendo acabado de se apresentar em Bristol. Sua namorada, a compositora Sharon Sheeley e seu amigo, o cantor Gene Vincent, sobreviveram. Eddie Cochran está enterrado no cemitério Forrest Lawn Memorial Park em Cypress, Califórnia. Ainda que suas mais conhecidas canções tenham sido lançadas em vida, mais das canções de Cochran foram lançadas postumamente, sobretudo pelo selo britânico Rockstar Records, que pesquisa até os dias atuais por canções inéditas de Cochran, tendo lançado mais material dele nos anos 70 do que durante sua vida. Em 1987, Cochran foi induzido ao Hall da Fama do Rock and Roll.

## Discografia
- Singin' To My Baby Liberty LRP-3061 (Novembro de 1957)[2]
- 12 of His Biggest Hits Liberty LRP-3172 (Abril de 1960) relançado como The Eddie Cochran Memorial Album (Maio de 1960)
- Never To Be Forgotten Liberty LRP-3220 (5 de Janeiro de 1962)[2]
- Cherished Memories (dezembro de 1962)
- The Best Of Eddie Cohran Liberty-EMI U.K. (1985) (A faixa mono nº 16 do LP/cassette é originada do The Rock 'N' Roll Masters series.)
- Greatest Hits Curb Records (1990)
- Singin' to My Baby and Never To Be Forgotten EMI Records (1993)
- The Very Best of Eddie Cochran (Junho de 2008)
- Eddie Cochran Story (6 de Julho de 2009)